# 常陸村田站
常陸村田站（日语：／ Hitachi-Murata eki */?）是位於茨城縣那珂郡靜村大字下村田，鐵道省的水郡線車站（廢站）。

## 歷史
- 1935年（昭和10年）9月1日 - 汽油列車專用車站啟用。只有旅客服務[1]。
- 1944年（昭和19年）11月11日 - 停止營業。

## 相鄰車站
鐵道省
水郡線
靜－常陸村田－常陸大宮

## 注腳
1. ↑  . dl.ndl.go.jp: 4.   [2019-01-15]. （原始内容存档于2019-01-15） （日语）.